# Franz Brill
Franz Johannes Peter Brill (* 3. November 1901 in Groppenbruch; † 13. September 1970 in Köln) war ein deutscher Wirtschaftshistoriker. Von 1952 bis 1966 war er Direktor des Kölnischen Stadtmuseums. 

## Leben
Brill studierte Volkswirtschaft in Köln und promovierte 1926 mit der wirtschaftshistorischen Studie Der Einfluß des religiösen Bedarfs auf die Wirtschaft. Über seinen Doktorvater Bruno Kuske kam er 1926 zu einer Stellung beim Rheinischen Museum, seit 1936 umkonzipiert und umbenannt in Haus der Rheinischen Heimat in der ehemaligen Köln-Deutzer Kürassierkaserne.
In der Nachkriegszeit war er seit 1949 zunächst Kustos, seit 1952 Direktor des Rheinischen und Historischen Museums, wie die Institution nun hieß. Sie wurde 1953 in Köln-Deutz wiedereröffnet. Als neues Kölnisches Stadtmuseum mit Brill als Direktor zog das Museum im Januar 1958 in das linksrheinische Zeughaus, wo es bis in die Gegenwart untergebracht ist. Vorläufig stand die Alten Wache am Zeughaus jedoch nicht wie später für Sonderausstellungen zur Verfügung, so dass hierfür die Dauerausstellung im Zeughaus jeweils geräumt werden musste, ein Zustand, mit dem Brill unzufrieden war und über den er sich beim Kulturdezernenten beklagte.
1966 schied Brill altersbedingt aus dem Museumsdienst aus. Seit 1929 war er mit Luise Henriette Kalenbach verheiratet. Er verstarb 1970 im Alter von 68 Jahren in seiner Wohnung in Köln-Dellbrück.

## Werke
- Der Einfluss des religiösen Bedarfs auf die Wirtschaft (Eine wirtschaftshistorische Studie) Bergisch Gladbach, 1928 (Dissertation Köln 1926)
- Deutz: die Geschichte eines Vorortes. Verlag „Unser Köln“, Köln 1955
- Kölnisches Stadtmuseum im Zeughaus. Cram, de Gruyter & Co., Hamburg 1965
- Das Kölnische Stadtmuseum in: Kulturgeschichte in Deutschland V, Hamburg 1965